# Tocmagiu, Stînga Nistrului
Tocmagiu este un sat din cadrul comunei Teiu din Unitățile Administrativ-Teritoriale din Stînga Nistrului, Republica Moldova. A fost atestat documentar pentru prima oară în 1790. În 2015 populația satului se cifra la 1187 locuitori, majoritatea români (moldoveni).